# Clínica Alemana de Santiago
Clínica Alemana S.A es una red de hospitales de alta complejidad, de baja complejidad y centros médicos de especialidades privado chileno. Está ubicada en la comuna de Vitacura en el sector oriente de la ciudad de Santiago de Chile, con 6 sedes: el hospital general de alta complejidad Clínica Alemana Vitacura en Av. Vitacura 5941 (en la comuna Vitacura), el hospital de baja complejidad Clínica Alemana de La Dehesa, en el sector La Dehesa, Lo Barnechea y centros médicos menores en las localidades de Chicureo y Zapallar y dos hospitales de alta complejidad en ciudades del Sur de Chile, uno en la ciudad de Temuco, la Clínica Alemana de Temuco y otro en la ciudad de Valdivia, la Clínica Alemana de Valdivia.
La Clínica Alemana está afiliada a la Corporación Chileno-Alemana de Beneficencia, entidad creada en 2000 para reemplazar a la Sociedad de Beneficencia Hospital Alemán, creada el 5 de julio de 1905.

## Historia
La colectividad alemana en Chile inauguró su primer hospital en 1918, la entonces Clínica Alemana ubicada en la calle Dávila, en la actual comuna de Recoleta. Dicho edificio fue vendido a la Caja Bancaria de Pensiones, actual Clínica Dávila en 1970.
El 23 de marzo de 1973 se inauguró la actual Clínica Alemana, ubicada hasta la actualidad en la avenida Vitacura comuna de Vitacura, (en los terrenos adquiridos a la Chacra Lo Saravia). En los años siguientes se consolidó como uno de los primeros centros de salud privados del país.
En 1999 se construyó un nuevo centro médico de la Clínica Alemana, ubicado en el sector de La Dehesa. En 2005 se inició la construcción de un nuevo edificio de 16 pisos en su sede central de Vitacura. Dicho edificio, destinado a la realización de diagnósticos, fue inaugurado en 2006.
En septiembre de 2006 se inician las actividades de administraciones Clínica Alemana S.A, producto de la alianza estratégica entre la Corporación Hospital Alemán y la Corporación Chileno-Alemana de Beneficencia, formando parte de la red de atención de salud Clínica Alemana de Santiago, favoreciéndose con la imagen corporativa, calidad y desarrollo institucional de esta.
El 1 de agosto de 2012, la Corporación Chileno-Alemana redefinió la modalidad y estructura de administración de sus principales actividades, creando una nueva sociedad por acciones denominada Clínica Alemana SpA a la que se traspasó la propiedad de Clínica Alemana de Santiago S.A., Clínica Alemana de Temuco S.A. y Clínica Alemana de Valdivia S.A. formando una sola red.
En el ranking de los Mejores Hospitales y Clínicas de América Latina de la Revista AméricaEconomía, la Clínica Alemana ocupa el segundo lugar desde 2008 — después del Hospital Israelita Albert Einstein de São Paulo — y el primero de Hispanoamérica.

## Redes Asociadas
| Clínica                        | Ciudad               | Dirección                                                     | Prestación | Imagen |
| ------------------------------ | -------------------- | ------------------------------------------------------------- | --- | ------ |
| Alemana Vitacura               | Santiago             | Av. Vitacura #5951                                            | Urgencia Adulto/Escolar 24 Hrs Unidad Paciente Crítico Adulto Unidad Paciente Crítico Pediatría Rescate Aéreo Edificio Consultas Especialidades Médicas Ambulancia - Rescate Alemana |        |
| Alemana La Dehesa              | Santiago             | Av. José Alcalde Délano #12205, Lo Barnechea                  | Consultas médicas |        |
| Alemana Chicureo Alemana Sport | Santiago             | Camino Chicureo #Lote A-2, Colina (Av. Chicureo/Av. El Valle) | Consultas médicas |        |
| Alemana Maitencillo            | Maitencillo/Zapallar | Carretera #F-30, Maitencillo/Zapallar                         | Consultas médicas |        |
| Alemana Temuco                 | Temuco               | Senador Estébanez #645                                        | Urgencia Adulto/Escolar 24 Hrs Unidad Paciente Crítico Adulto Unidad Paciente Crítico Pediatría Edificio Consultas Especialidades Médicas Ambulancia - Rescate Alemana               |        |
| Alemana Valdivia               | Valdivia             | Beaucheff #765                                                | Urgencia Adulto/Escolar 24 Hrs Unidad Paciente Crítico Adulto Unidad Paciente Crítico Pediatría Edificio Consultas Especialidades Médicas Ambulancia - Rescate Alemana               |        |
| Hogar Alemán Santiago          | Santiago             | Tupungato #9730, Vitacura                                     | Hogar Adulto Mayor |        |
| Hogar Alemán Valdivia          | Valdivia             | Beaucheff #809, Valdivia                                      | Hogar Adulto Mayor |        |